# Pierrette Cahay-André
Pierrette Cahay, née Pierrette André, le 11 novembre 1936 à Richelle (Visé) et morte le 18 octobre 2011, est une femme politique belge wallonne, membre du MR, après avoir été membre du PSC.
Elle était graduée en sciences sociales du travail.

## Fonctions politiques
- Sénatrice (PSC) du 7 mars 1989 au 21 mai 1995
- Conseiller régional wallon : du 18 avril 1989 au 17 octobre 1991
- Députée (PSC) du 21 mai 1995 au 13 juin 1999
- Députée (MR) du 14 juillet 1999 au 2 mai 2007
- Ancienne vice-présidente de la Chambre
- Membre du Conseil interparlementaire consultatif de Benelux
- Ancienne conseillère provinciale (Liège)
- Ancienne bourgmestre de Visé et de Richelle
- Ancienne échevine de Visé
- Conseillère communale de Visé
- Présidente du CPAS de Visé.

## Distinctions
- Chevalier de l'Ordre de la Couronne
- Officier de l’Ordre de Léopold
- Médaille civique de 1re classe.